# آرنو برکر
آرنو برکر (آلمانی: Arno Breker؛ ۱۹ ژوئیهٔ ۱۹۰۰ – ۱۳ فوریهٔ ۱۹۹۱) یک مجسمه ساز اهل آلمان بود. وی بیش از هر چیز به خاطر آثار عمومی اش در دوران آلمان نازی شناخته شده است. آثار وی از سوی مراجع اقتدار به عنوان آنتی تز هنر فاسد مورد ستایش قرار می گرفت.